# 东沙谷米螺
东沙谷米螺，舊作東沙渦螺，是新腹足目谷米螺科谷米螺属的一种。

## 分佈
本物種的模式產地位於印度的尼科巴群岛，但這個物種亦有見於屬台湾管治的東沙群島近香港外海海域，估計亦同時見於南中國海的鄰近海底。栖息在約600米深的深海大陸棚上。